# Basso ostinato
Basso ostinato, basmotiv eller basmelodi, ofta på fyra eller åtta takter, som upprepas om och om igen. Förekommer ofta som en del av Buxtehudes preludier.
Passacaglia respektive chaconne utgör närmast specialformer av ostinato. De går bägge i tretakt. Om dessa förekommer dock en diskussion om huruvida de är basmelodier eller harmoniföljder och huruvida de börjar med upptakt eller ej.

## Exempel
Henry Purcell:
• Didos lament
Dietrich Buxtehude:
- Passacaglia d-moll  för orgel
- Ciacona e-moll  för orgel
- Ciacona c-moll  för orgel
- Praeludium  g-moll  för orgel

J S Bach:
- Passacaglia och fuga c-moll  för orgel

Max Reger:
- Basso ostinato e-moll  för orgel,  op.129:6
- Basso ostinato  för orgel,  op.69:3
- Introduktion, passacaglia och fuga e-moll  för orgel,  op.127

Franz Schmidt:
- Chaconne  för orgel eller orkester

Daniel-Lesur:
- Passacaille  för piano och orkester

Gunnar de Frumerie:
- Chaconne  för piano

Hilding Rosenberg:
- Toccata, aria pastorale och ciacona  för orgel